# Jal Mahal
Jal Mahal (Palacio del agua) es una edificación situada en medio del lago de Man Sagar en Jaipur, Estado del Rajastán, India. Está situado al norte de la ciudad en dirección a Amber. El palacio y el lago fueron arreglados por el maharajà Jai Singh II (1699-1743) en el siglo XVIII.

## Descripción
El lago se llena durante las lluvias y el palacio sólo es accesible por barcas. Actualmente el lago está contaminado y el palacio deshabitado, sin mantenimiento y no puede ser visitado; en 2001 se iniciaron trabajos para evitar la contaminación y arreglar el palacio, pero los esfuerzos serios no se iniciaron hasta el 2004; se trata de favorecer el desarrollo del turismo.
Antiguamente la zona del lago fue una depresión natural del terreno. En una sequía de 1596 se decidió construir una presa para evitar la pérdida del agua; la presa se reforzó el siglo XVII; la presa actual tiene unos 300 metros de largo y 28,5 m de ancho. Su restauración final se atribuye a Jai Singh II. En la cercanía se construyeron también el fuerte Jaigarh, el fuerte Nahargarh, y el fuerte Khilangarh, que, junto con el valle de Kanak Vrindavan, hoy en día forman un corredor turístico.
El palacio fue construido en el lago en estilo mogol y rajput común en el Rajastán; se utilizó piedra roja arenosa; tiene cinco pisos de los que cuatro quedan bajo el nivel del agua cuando este llega al máximo. El chhatri es de tipo bengalí. Ha tenido también restauraciones. El jardín fue construido en pasajes en arcadas. A las esquinas del octágono que conforma hay elegantes torres con cúpula. Las reformas de los últimos años fueron desacertadas y actualmente se están rehaciendo con nuevos materiales basados en los originales. El jardín de la terraza se ha perdido y ha sido reconstruido según el modelo de Amber.

## Galería

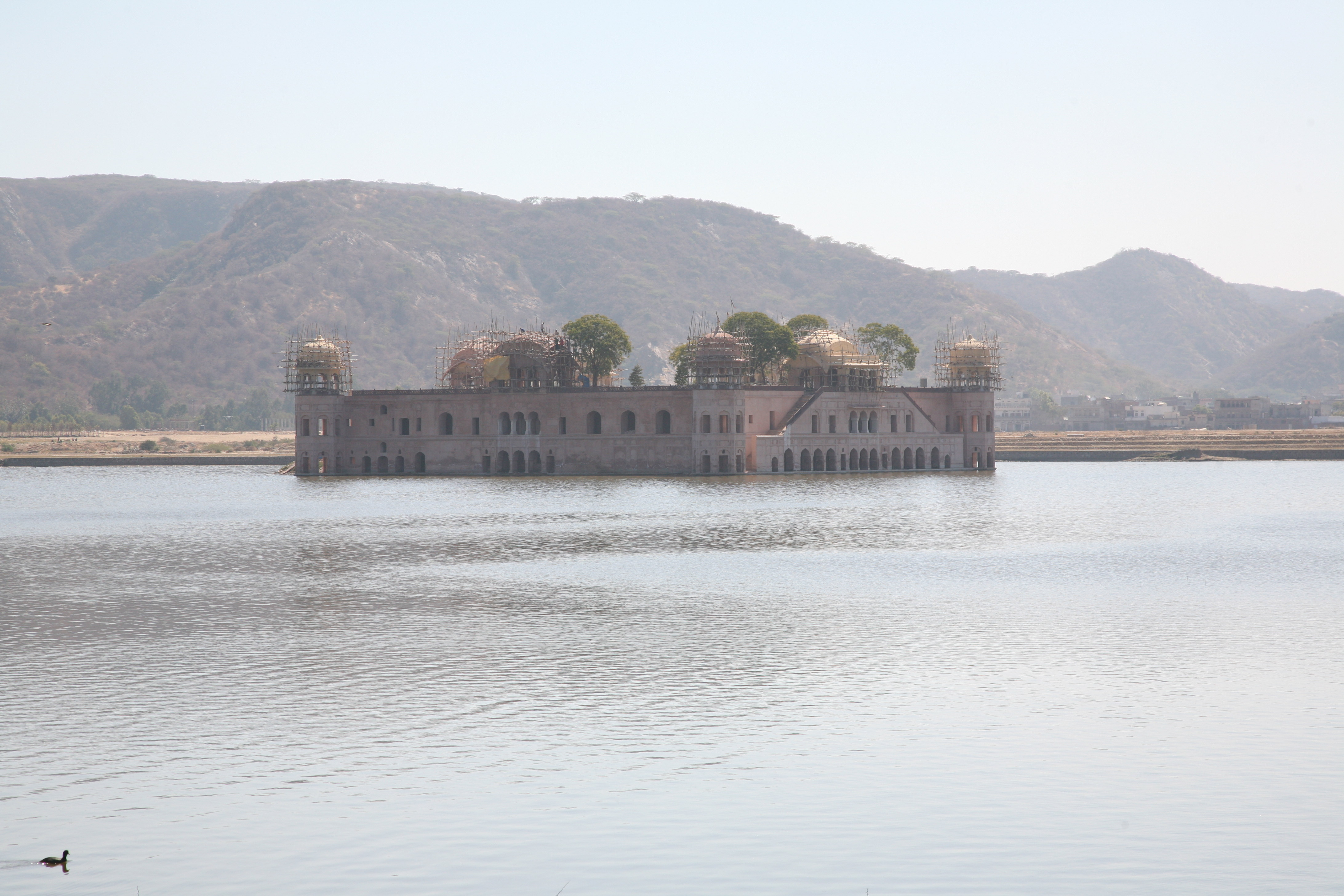
Jal Mahal, restauración febrero de 2008.
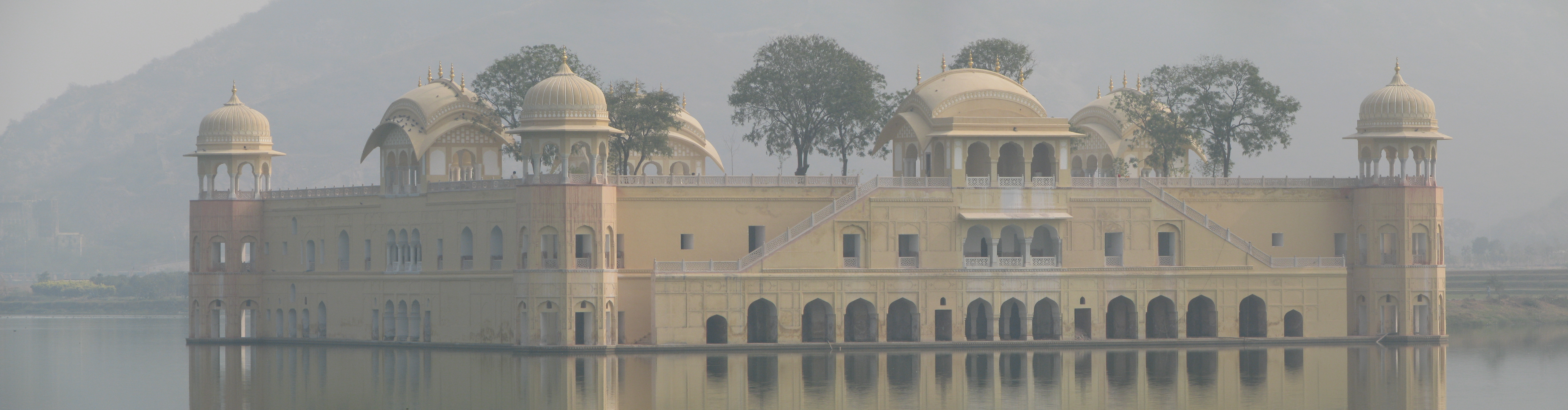
Jal Mahal en marzo de 2008.
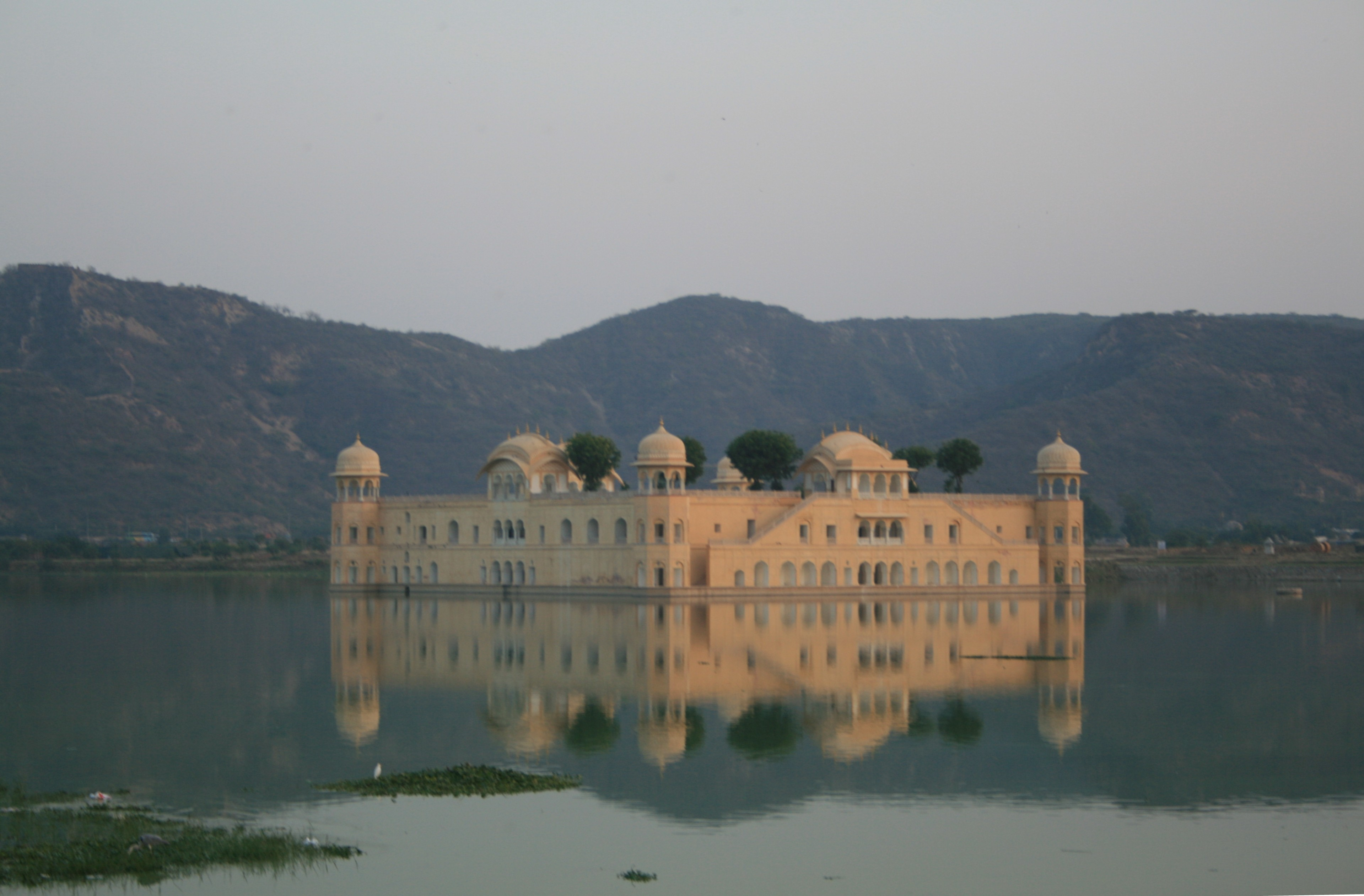
Palacio en diciembre de 2009.
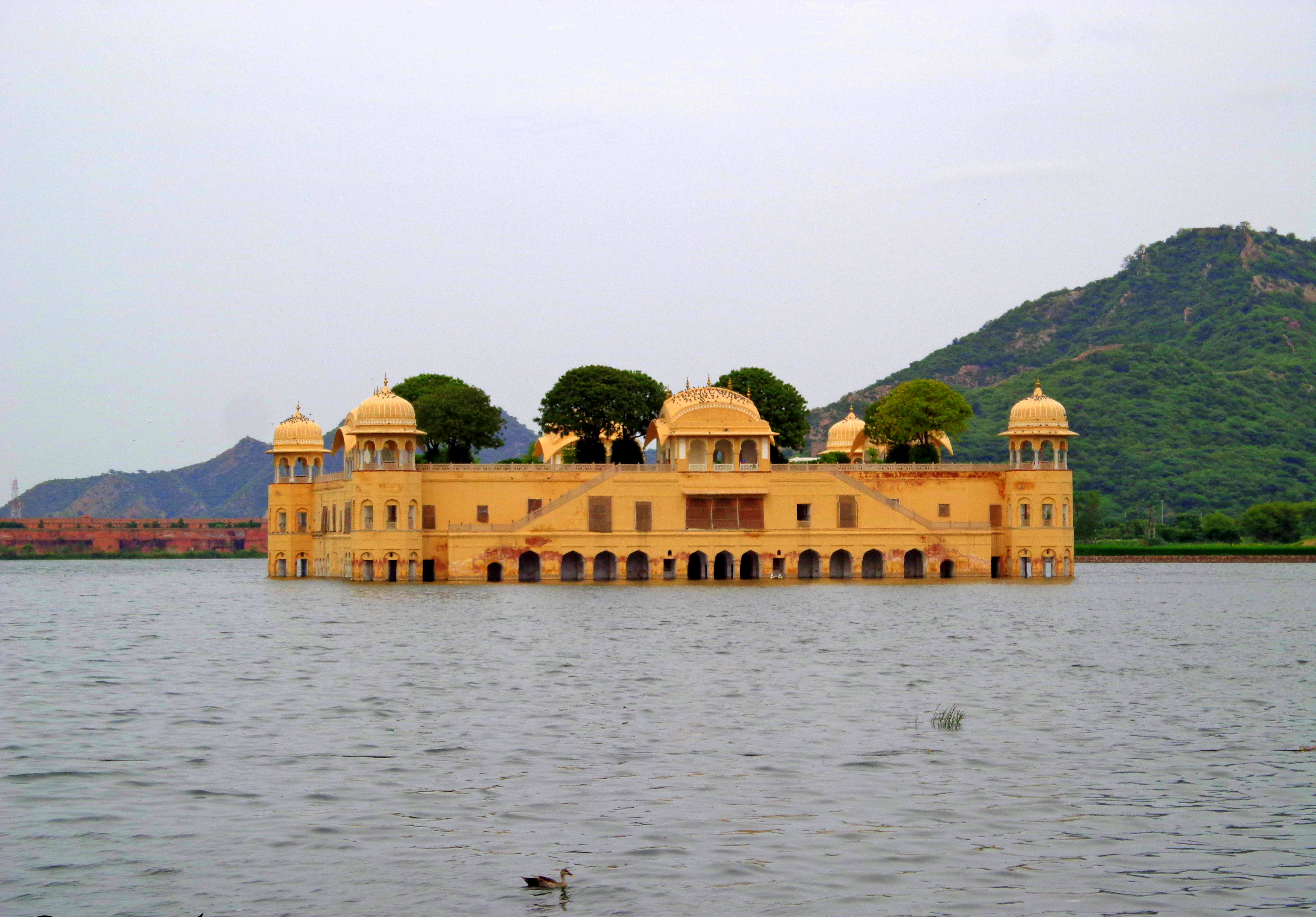
Palacio en 2013.
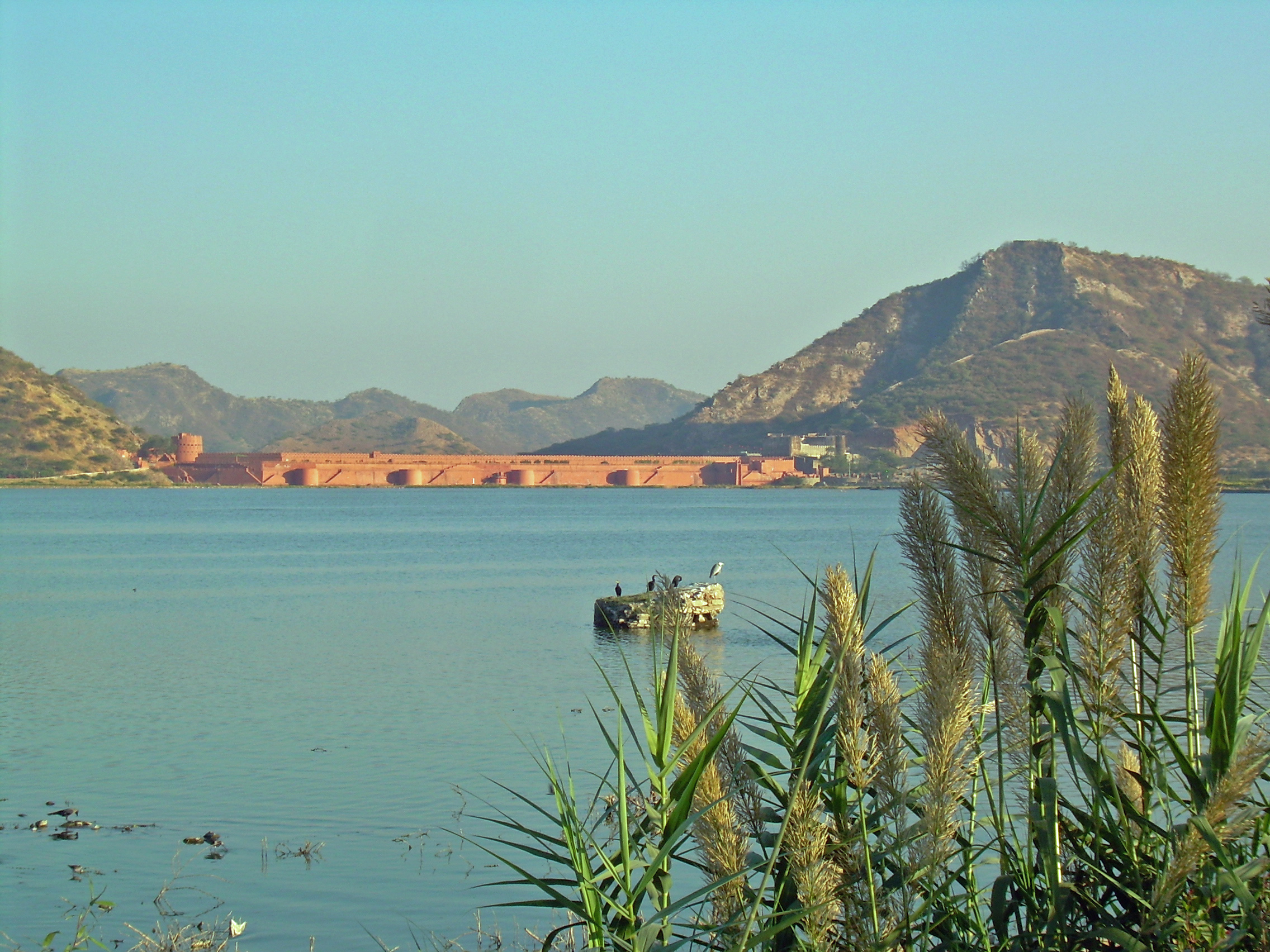
Presa de Man Sagar Dam cerca del Jal Mahal.